# 나의 머니 파트너 : 옆집의 CEO들
《나의 머니 파트너 : 옆집의 CEO들》은 MBC에서 방송된 텔레비전 프로그램이다.

## 방송 개요
전 국민 모두를 '머니 능력자'로 만들기 위해, 세대별 국민을 대표하는 머니 파트너들이 떴다! 서로 다른 경제관념을 가진 출연자 9명이
3명씩 팀을 이뤄 시작하는 머니 동거생활! 돈의 철학이 다른 출연자들이 함께 돈을 벌고 쓰는 과정에서 깨닫게 되는 '돈의 진정한 의미!
대한민국 모두가 '잘 벌고 잘 쓰기'를 바라는 경제 리얼 버라이어티! .

## 방송 시간
| 방송 채널 | 방송 기간                         | 방송 시간            | 비고 |
| --------- | --------------------------------- | -------------------- | ---- |
| MBC       | 2015년 12월 18일 ~ 2016년 4월 1일 | 금요일 오후 6시 10분 |      |

## 고정 출연자 (1회 ~ 12회)

### 머니하우스 은행장
- 김구라

### 삼룡이 팀
- 이재룡
- 데프콘
- 황재근

### 돈조앙 팀
- 심형탁
- 은지원
- 딘딘

### 잘잘녀 팀
- 손태영
- 박나래
- 허영지

## 고정 출연자 (13회 ~ 15회)

### 이장
- 김구라

### 몬스터 팀
- 데프콘
- 김동현
- 기현

### 돈주슈 팀
- 은지원
- 딘딘
- 양세찬

## 방영 목록

### 2015년 ~ 2016년
| 회차 | 방송일    | 에피소드                                                                                         | 출연                           |
| ---- | --------- | ------------------------------------------------------------------------------------------------ | ------------------------------ |
| 1회  | 12월 18일 | 머니하우스 입주 및 입주자 첫만남 판매물품 확인과 대출의 시작                                     | -                              |
| 2회  | 12월 25일 | 머니하우스 입주 첫 아침 좌충우돌 첫 세일즈 1                                                     | 신동엽, 이상우                 |
| 3회  | 1월 8일   | 좌충우돌 첫 세일즈 2 세일즈 성공, 자축파티 머니하우스 중간 점검                                  | 제시, 서인국, EXID             |
| 4회  | 1월 15일  | 국민MC 강호동을 만나다 나에게 주는 선물 첫 합숙을 마치고                                         | 강호동, 장도연, 지진희, 김현주 |
| 5회  | 1월 22일  | 시작! 머니하우스 두번째 합숙 좌충우돌! 경제 상식퀴즈 동분서주 세대별 소비                        | -                              |
| 6회  | 1월 29일  | 세일즈 능력검증 마음을 채우는 따뜻한 소비 동분서주 세대별 소비 데프콘 깜짝 소개팅                | 이국주, 심지호, 한기웅, 아이유 |
| 7회  | 2월 5일   | 아이유 만난 잘잘녀 팀 유쾌한 첫 단합대회 함께 쓸때 더 가치있는 돈 두번째 입주 최종 정산          | 아이유, 레이디제인, 김영희     |
| 8회  | 2월 12일  | 마음의 벽을 허무는 시간 자기계발은 복리로 돌아온다 김구라의 예능 특강                            | -                              |
| 9회  | 2월 19일  | 사랑을 위한 소비 기업 세일즈 어디까지 해봤니? 나래를 위한 소개팅                                 | 장나라, 김지민, 박재정         |
| 10회 | 2월 26일  | 태영의 특급동생 유인나 세일즈 돈조앙 단체 미팅을 하다 삼룡이 팀과의 춤을 돈으로 보는 나의 인생 1 | 유인나, 박재정                 |
| 11회 | 3월 4일   | 돈으로 보는 나의 인생 2 현영과 함께하는 재테크 강좌 국민총각 김민종을 만나다 미래에 투자하라     | 현영, 김준호, 김민종           |
| 12회 | 3월 11일  | 일반인 참가자들과의 만남 희망 세일즈 대결 100일간의 대장정                                       | -                              |
| 13회 | 3월 18일  | 새로운 CEO를 찾아라 판매물품 선정 게임 좌충우돌 세일즈 1                                         | AOA                            |
| 14회 | 3월 25일  | 좌충우돌 세일즈 2 우리 농산물로 저녁 준비 이장 김구라와 중간 점검                                | 레인보우, 장도연, 김종민       |
| 15회 | 4월 1일   | 산지직송 딸기판매 왁자지껄 아파트 세일즈 세일즈 대결, 케이윌을 잡아라 최종 결산                  | 슬리피, 케이윌, 윤보라         |